# Hōzuki no Reitetsu
Hōzuki no Reitetsu (jap. 鬼灯の冷徹) ist eine Manga-Serie von Natsumi Eguchi, die seit 2011 in Japan erscheint. Sie ist in die Genres Comedy und Fantasy einzuordnen und wurde als Anime-Fernsehserie und Hörspiel adaptiert.

## Inhalt
Die Handlung der Serie dreht sich um den Alltag von Hōzuki (鬼灯), dem ersten Sekretär von Enma (閻魔大王, Enma-Daiō), dem König der japanischen Hölle. Hōzuki ist korrekt und pflichtbewusst – im Gegensatz zu seinem sehr lockeren und etwas ungeschickten Chef. Er hat sich über die Jahrtausende vom einfachen Dämon hochgearbeitet, ist im Handwerk des Seelen-Quälens geübt und wurde schließlich der oberste Bürokrat. Als dieser beaufsichtigt er die zahlreichen Kreise der japanischen Hölle und all seine Dämonen. Dazu gehören die jungen Dämonenarbeiter Karauri (唐瓜) und Nasubi (茄子), denen er immer wieder begegnet. Auch der Hund Shiro (シロ), der Affe Kakisuke (柿助) und der Fasan Rurio (ルリオ) sind oft Teil von Geschehnissen in der Hölle, seit sie durch Hōzuki nicht mehr die Gefährten des verstorbenen Momotarō sind. Die Geschichten zeigen, wie Hōzuki in meist grausam-dämonischer, aber auch kühler und kluger Art mit den täglichen Problemen der Arbeit in der Hölle und seinen Untergebenen umgeht und dabei von vielen respektiert und bewundert wird.

## Veröffentlichung
Die Serie erscheint seit dem 3. März 2011 (Ausgabe 14/2011) im Magazin Morning des Verlags Kodansha in Japan. Die Kapitel wurden auch in bisher 22 Sammelbänden herausgebracht. Die Bände verkauften sich jeweils über 280.000 mal. Tong Li lizenzierte die Serie für eine Veröffentlichung in Taiwan.

## Hörspiel
Animate TV brachte vom 28. Dezember 2013 bis 6. April 2014 eine 13-teilige Hörspielserie heraus. Die Folgen waren auf der Website des Senders abrufbar. Die Figuren wurden von den gleichen Sprechern verkörpert wie später im Anime.

## Anime-Adaption
Bei Wit Studio entstand 2014 eine Anime-Adaption des Mangas, bei der Hiro Kaburaki Regie führte. Midori Gotō entwickelte das Serienkonzept, das Charakterdesign entwarf Hirotaka Katō und künstlerische Leiter waren Jeong Su-rok und Yūsuke Takeda.
Die Serie wurde vom 10. Januar bis 4. April 2014 nach Mitternacht (und damit am vorigen Fernsehtag) von MBS in Japan ausgestrahlt, sowie auch von BS-TBS, Chubu-Nippon Broadcasting und TBS gezeigt. Zeitgleich zur japanischen Erstausstrahlung wurde eine Fassung mit deutschen, englischen, französischen, portugiesischen und spanischen Untertiteln von der Plattform Crunchyroll per Streaming für Europa, Nord- und Südamerika und Vorderasien bereitgestellt und eine weitere von Aniplus-Asia ausgestrahlt.

### Synchronisation
| Rolle     | Seiyū (Synchronsprecher) |
| --------- | ------------------------ |
| Hōzuki    | Hiroki Yasumoto          |
| Enma Daiō | Takashi Nagasako         |
| Karauri   | Tetsuya Kakihara         |
| Nasubi    | Tōko Aoyama              |
| Kakisuke  | Hiroki Gotō              |
| Rurio     | Takashi Matsuyama        |
| Shiro     | Yumiko Kobayashi         |
| Okō       | Eri Kitamura             |

### Musik
Die Musik der Serie wurde komponiert von Tomisiro. Der Vorspann ist unterlegt mit dem Lied Jigoku no Sata mo Kimi Shidai (地獄の沙汰も君次第) getextet, komponiert und gespielt von der Ska-Band Your Song Is Good und gesungen von den Jigoku no Sata All Stars, d. h. den Synchronsprechern der Figuren Hōzuki, Enma, Shiro, Karauri, Nasubi, Okō, sowie der Band. Für den Abspann verwendete man die Lieder Ōkina Kingyō no Kinoshitade (大きな金魚の樹の下で) von Tokyo Philharmonic Chorus, Parallax View (パララックス・ビュー) von Sumire Uesaka und nur bei der dritten Folge Caramel Momo Jam 120% (キャラメル桃ジャム120%) von Sumire Uesaka.